# Ola Bratteli

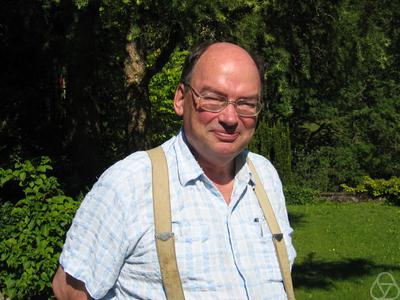
Ola Bratteli (2005)

Ola Bratteli (* 24. Oktober 1946 in Oslo; † 8. Februar 2015 ebenda) war ein norwegischer Mathematiker.

## Leben
Bratellis Vater war der zeitweilige (ab 1971) norwegische Ministerpräsident Trygve Bratteli, seine Mutter Randi Bratteli Autorin und Journalistin. Er besuchte die Kathedralschule in Oslo und studierte ab 1967 Mathematik an der Universität Oslo, an der er 1963 bei Erling Størmer seinen Kandidatenabschluss erhielt (Point Measures in the Two-Sided Non-Commutative Integration Theory). Von 1971 bis 1973 war er Forschungsstipendiat an der New York University bei James Glimm, an der er sich mit Operatoralgebren in der Quantenfeldtheorie befasste, vollendete aber nicht wie beabsichtigt seinen Ph.D. bei Glimm, sondern kehrte nach Norwegen zurück und wurde 1974 mit der Dissertation „Inductive limits of finite dimensional C*-algebras“ bei Erling Størmer an der Universität Oslo promoviert. Anschließend war er am Zentrum für theoretische Physik der Universität Marseille, wo seine Zusammenarbeit mit Derek W. Robinson über mathematische Quantenfeldtheorie begann, die sich auch fortsetzte, als Robinson in Australien Professor wurde. Er war auch am Zentrum für interdisziplinäre Forschung in Bielefeld. 1980 wurde er Professor an der Norwegischen Technischen Hochschule und lehrte seit 1991 an der Universität Oslo.
Bratelli befasste sich mit Operatoralgebren mit Anwendungen in der Quantenfeldtheorie und Quantenstatistik und zuletzt mit Wavelets. Die Bratteli-Diagramme zur Untersuchung von AF-C*-Algebren sind mit seinem Namen verbunden.
2004 erhielt er den Preis der Nansen-Stiftung von der Norwegischen Akademie der Wissenschaften und 2004 den Möbius-Preis des norwegischen Forschungsrats.

## Schriften
- mit Derek W. Robinson: Operator algebras and quantum statistical mechanics. 2 Bände. Springer, New York NY u. a. 1979–1981
  - Band 1: C*- and W*-algebras, symmetry groups, decomposition of states. 1979, ISBN 3-540-09187-4.
  - Band 2: Equilibrium states, models in quantum statistical mechanics. 1981, ISBN 0-387-10381-3.
- Derivations, Dissipations and Group Actions on C*-algebras (= Lecture Notes in Mathematics. 1229). Springer, Berlin u. a. 1986, ISBN 3-540-17199-1.
- mit Palle T. Jørgensen: Wavelets through a looking glass. The world of the spectrum. Birkhäuser, Boston, MA u. a. 2002, ISBN 0-8176-4280-3.